# 安德烈·斯捷潘诺维奇·舍甫琴科
安德烈·斯捷潘诺维奇·谢甫琴科（俄语：Андрей Степанович Шевченко，1911年6月29日—1996年4月10日）是苏联科学家，赫鲁晓夫的支持者和顾问之一，赫鲁晓夫下台后被贬职。